# Thinopteryx nebulosa
Thinopteryx nebulosa är en fjärilsart som beskrevs av Butler 1883. Thinopteryx nebulosa ingår i släktet Thinopteryx och familjen mätare. Inga underarter finns listade i Catalogue of Life.